# Église Notre-Dame-de-la-Nativité de Lasvaux
Pour les articles homonymes, voir Église Notre-Dame-de-la-Nativité.
L'église Notre-Dame-de-la-Nativité est une église catholique située à Lasvaux, sur le territoire de la commune de Cazillac, en France.

## Localisation
L'église Notre-Dame-de-la-Nativité est située dans le département français du Lot, à Cazillac.

## Historique
Le cartulaire de Tulle mentionnerait la paroisse dès le Xe siècle. Le curé de Lasvaux est cité dans un acte de 1170 du cartulaire d'Obazine.
L'église en revanche n'est pas antérieure à la 2e moitié du XIIe siècle.
L'inscription " LE 20 IVN 1623" gravée sur la corniche de l'abside indique que des travaux ont été faits à cette date. La surélévation du clocher peut avoir été réalisé à la même date.
La chapelle sud a été ajoutée en 1872 et la charpente a été charpentée.
L'édifice est classé au titre des monuments historiques le 2 mars 1965.

## Description
L'église est à nef unique de quatre travées se terminant par un chevet pentagonal. Les voûtes de l'abside ont été restaurées. La couverture de la nef est charpentée.
La façade s'ouvre par un portail à triple voussures entourées d'une archivolte à décor de fleurs placé dans un avant-corps. Elle a été surélevée probablement dans les années 1620 car une cloche porte cette date.
Les modillons de l'abside et du portail représentent des têtes humaines ou d'animal, des personnages. Les chapiteaux sont à décor végétal, dont deux avec des têtes humaines.

### Mobilier
La cuve de bénitier signée Dumas 1735, est supportée par un bloc sculpté de remploi, figurant sur quatre faces des scènes de l'Enfance du Christ, (Annonciation, Nativité, Fuite en Égypte) ainsi que Lazare et le mauvais riche avec l'avare représenté avec une bourse autour du cou.

### Vitraux
Les vitraux de l'église ont été restaurés en 2010.

### Sculptures
Une tête de chapiteau roman a été réutilisée en fonts baptismaux. Elle présente des sculptures religieuses sur ses quatre faces.

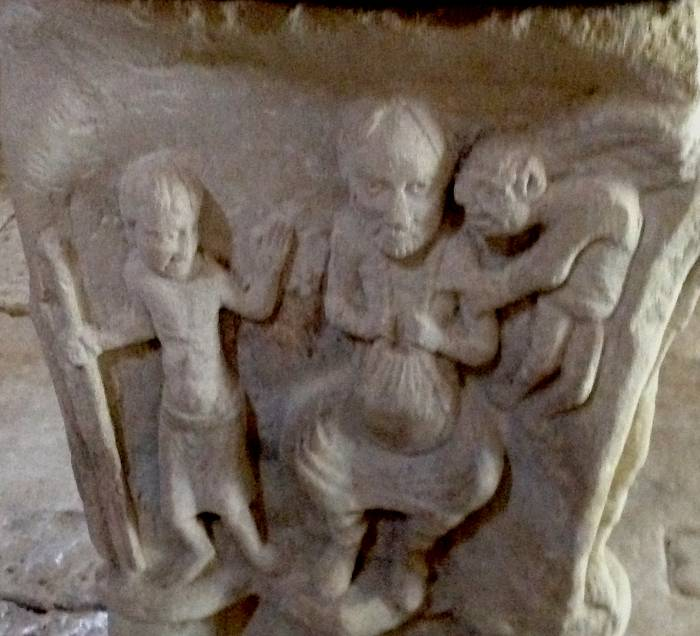
Lazare et le mauvais riche.
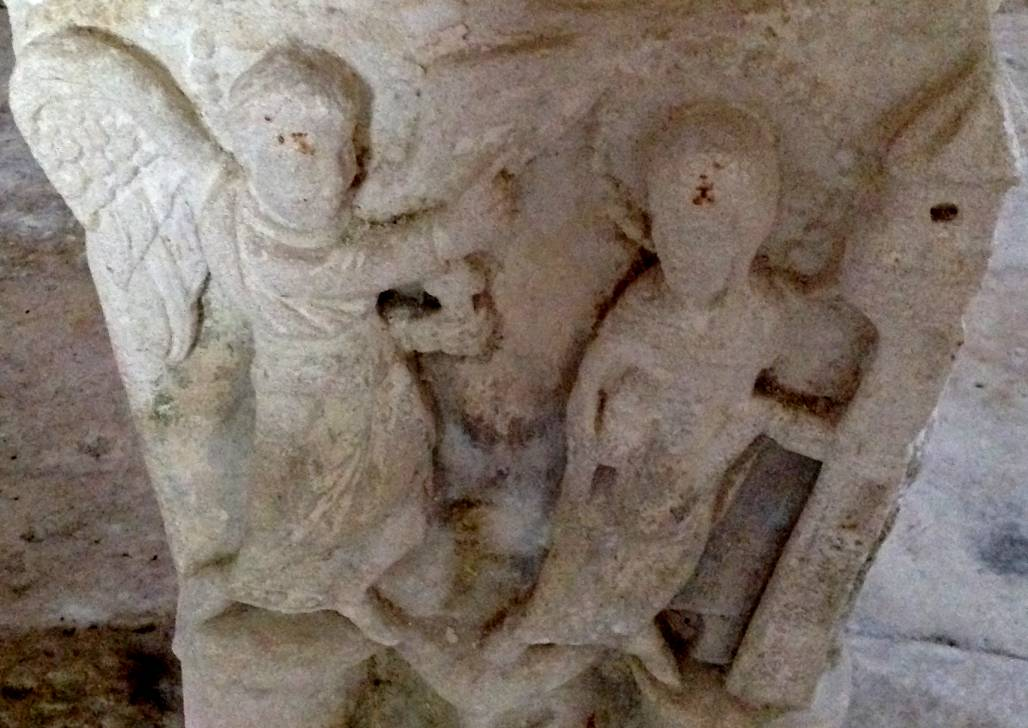
L'annonciation.
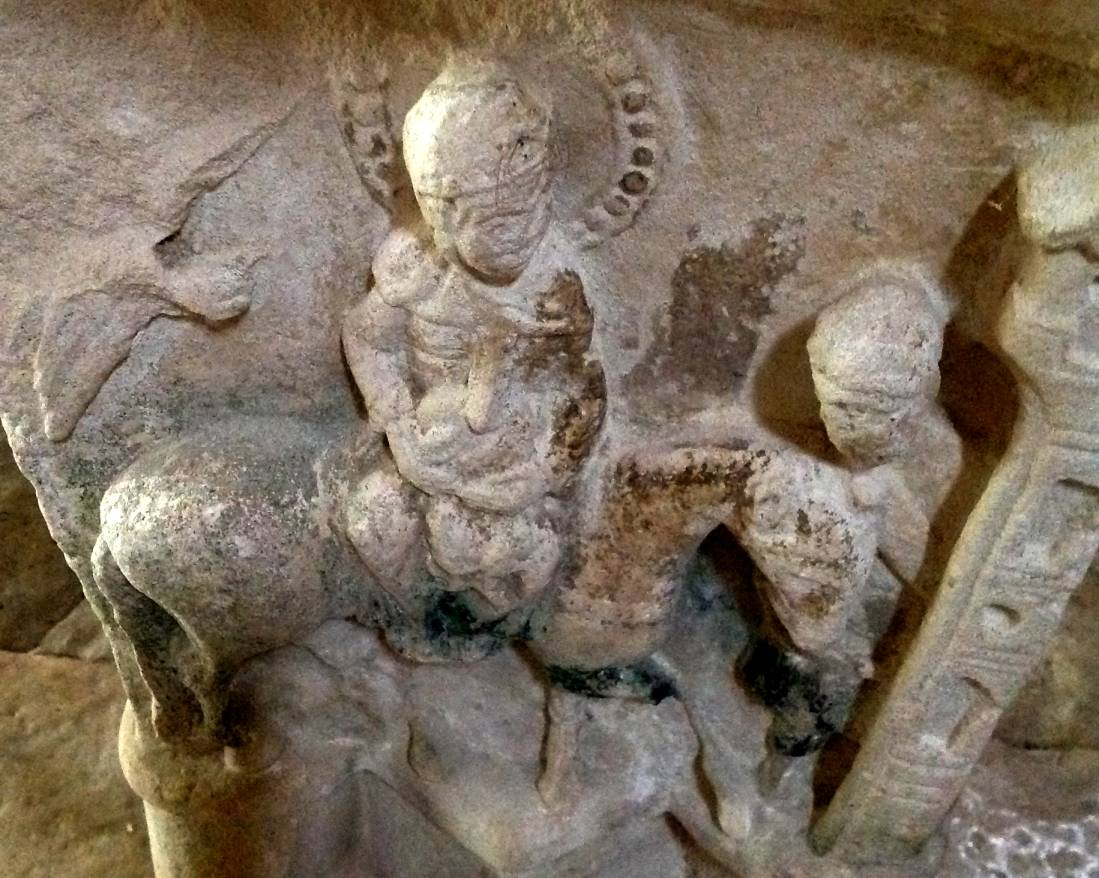
La fuite en Égypte.